# Schaubude

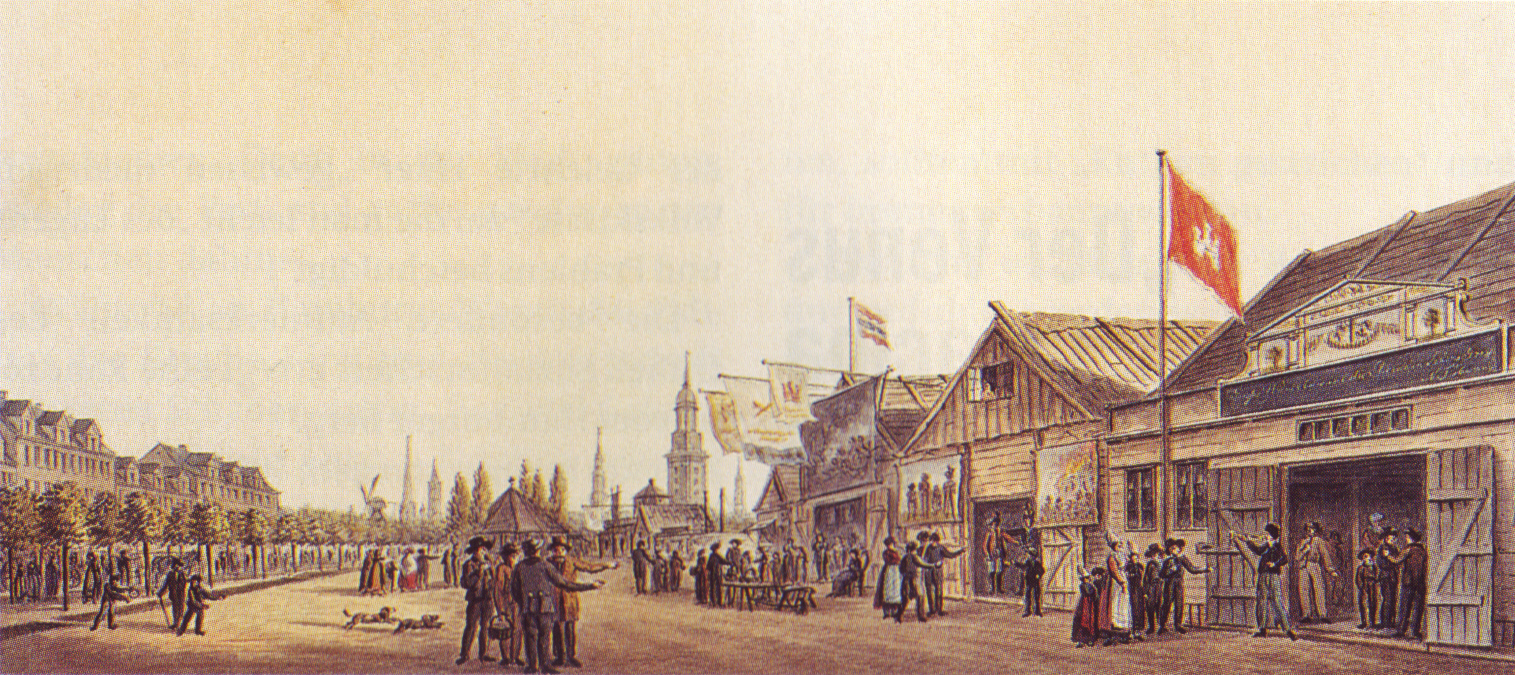
Komödianten- und Schaustellerbuden in Hamburg um 1800

Aus Holz gebaute Schaubuden, Spielbuden oder Komödiantenbuden waren der wettersichere Veranstaltungsort für alle Varianten des Volkstheaters sowie für Schausteller und Puppenspieler bis zum 19. Jahrhundert. Weil man noch keine genügend großen Zelte zur Verfügung hatte, fanden auch Zirkus-Vorstellungen in großen Buden statt. Wandermenagerien zeigten ihre Sammlungen exotischer Geschöpfe in temporären Tierbuden, die aus den Tierkäfigen, Brettern und Zeltplanen aufgebaut wurden. In heutigen Vergnügungsparks gibt es Schaubuden nach wie vor.
Da die Artisten durchweg reisten, mussten sich ihre Schaubuden transportieren und neu aufbauen lassen. Standorte für diese Bretterbauten waren seit dem Spätmittelalter Marktplätze wie die Pariser Foires Saint-Germain und Saint-Laurent, später der Wiener Prater oder der Hamburger Spielbudenplatz.
Oft waren mehrere hölzerne Schaubuden in Reihe gebaut. Um der so erhöhten Gefahr größerer Brände zu begegnen, sowie besserer amtlichen Kontrollmöglichkeiten wegen, wurden die Komödiantenbuden, wie im Fall der Pariser Boulevardtheater, der Wiener Vorstadttheater oder des Königsstädtischen Theaters in Berlin, zunehmend durch „Steintheater“ ersetzt. Außerdem strebte die bürgerliche Bevölkerung nach Unterhaltungsstätten, die den prunkvollen Hoftheatern glichen. Die Emanzipation von den Schaubuden war für die Darsteller ebenso wie für das Publikum ein sozialer Aufstieg. Symbolisch dafür war der Bezug des Pariser Opéra-Comique durch die Truppe von Charles-Simon Favart.
Aus Schaubuden entwickelten sich die ersten Kinos, zum Beispiel das Kino Klein in Wien.